# Hildesheimer Straße 230

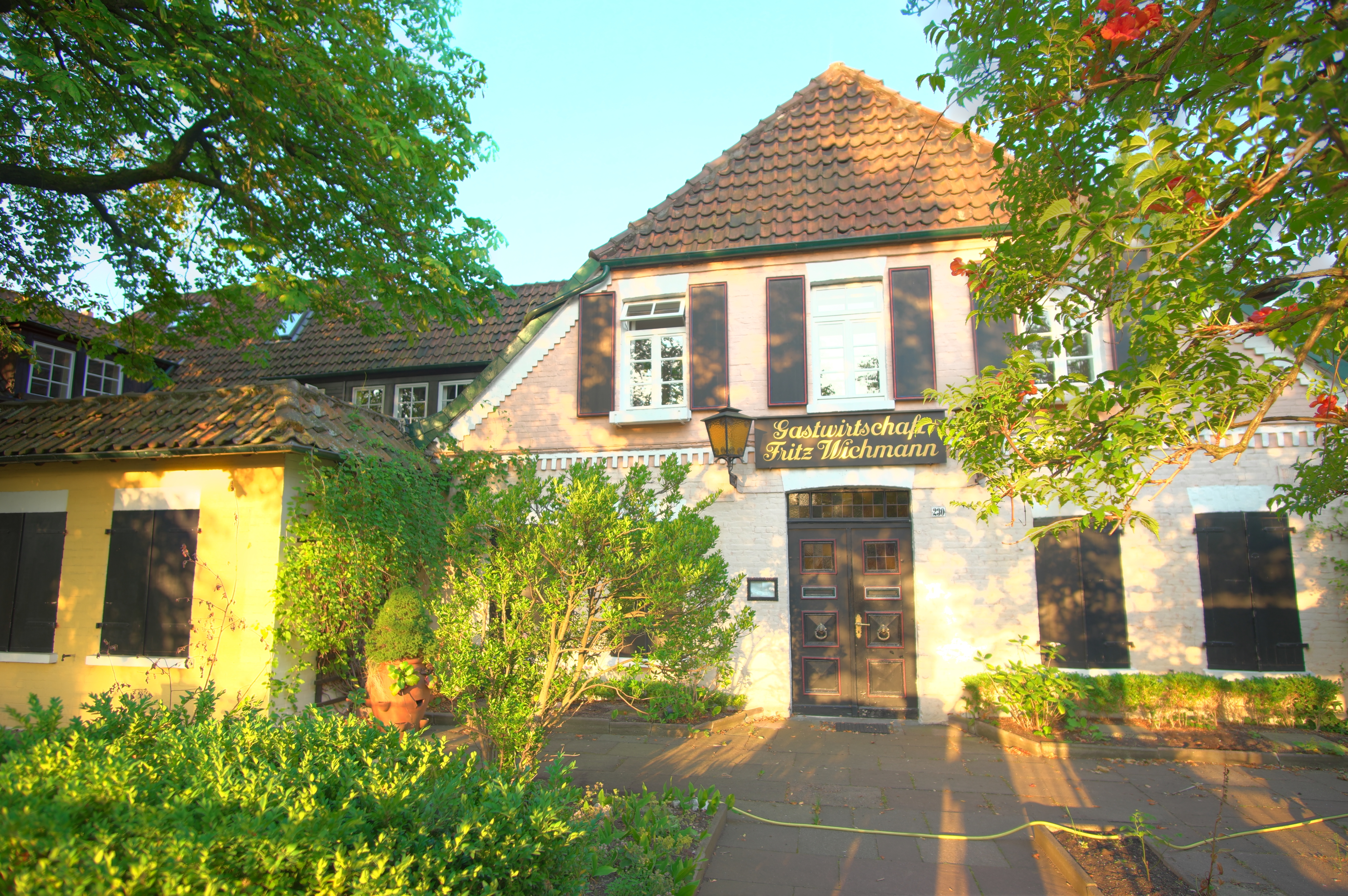
Die Gastwirtschaft Fritz Wichmann 2015 vor ihrem Abbruch

Das Haus Hildesheimer Straße 230 in Hannover, Stadtteil Döhren war als Gastwirtschaft Fritz Wichmann ein traditionsreiches Restaurant der gehobenen Mittelklasse.

## Geschichte

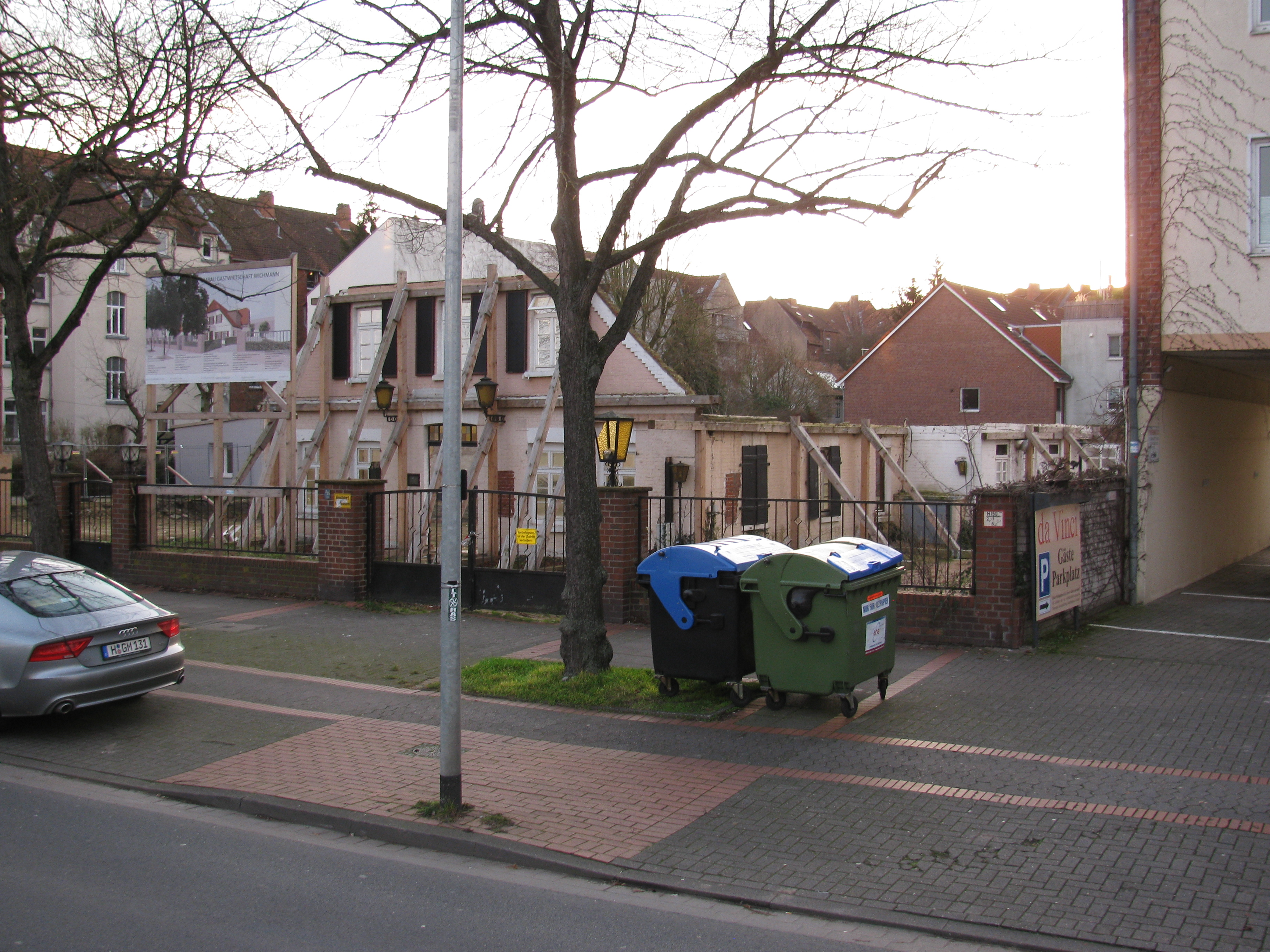
Nach der Entkernung des Fachwerkhauses werden Teile der Fassade mit Holzbalken gestützt

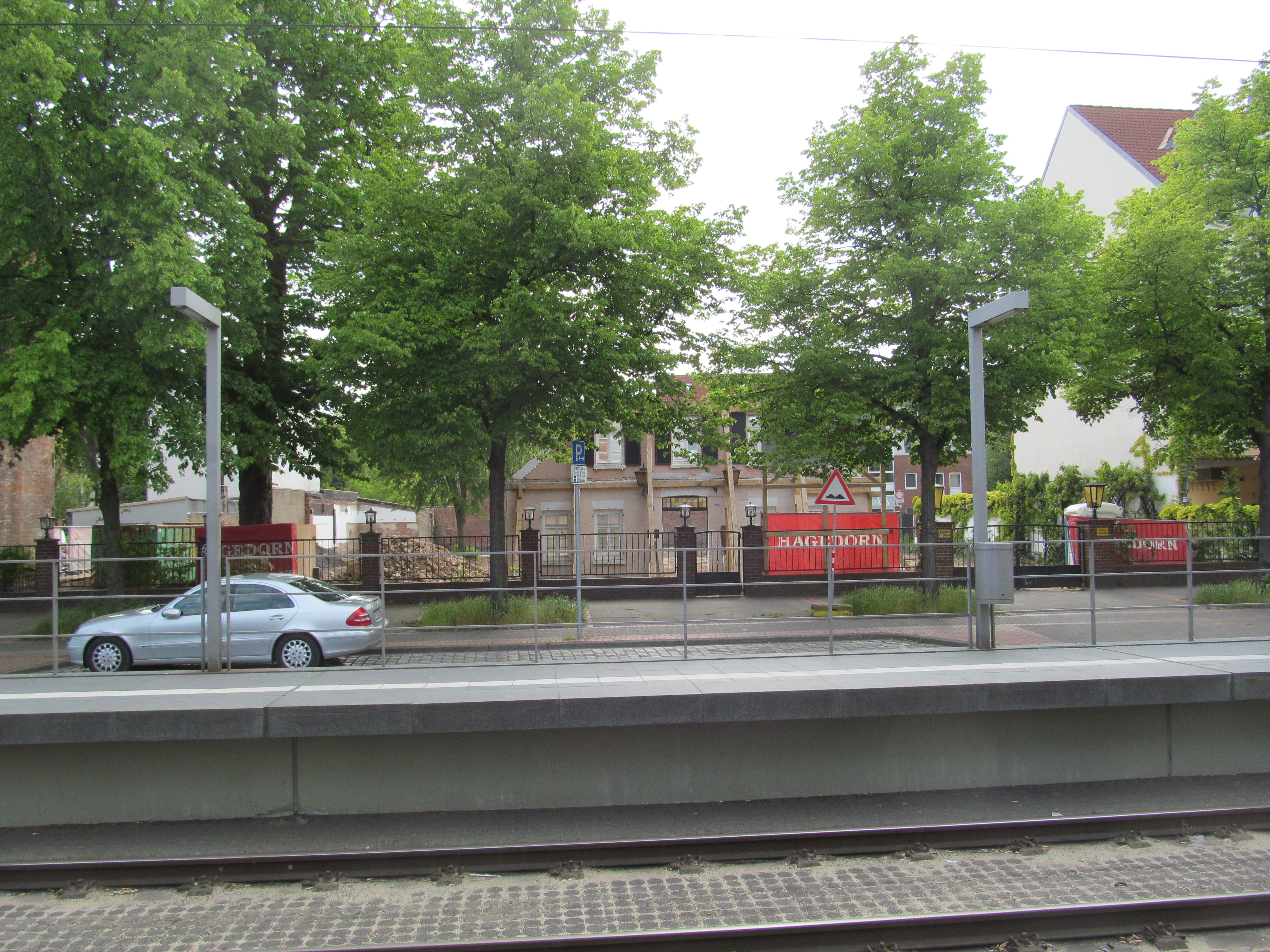
Blick vom Hochbahnsteig Fiedelerstraße der Stadtbahn Hannover

Die Anfänge der Immobilie als Halbmeierhof und als Poststation mit Bewirtung lagen nach dem Stand der Forschung Ende des 20. Jahrhunderts im Dunkeln. Erst zur Zeit des Königreichs Hannover, vermutlich in den 1850er Jahren, erhielt die Einrichtung eine Schank-Konzession. Zeitweilig wohl als Aussiedlerhof genutzt, wurde der Hof als Gastwirtschaft dann mehr als hundert Jahre als Familienunternehmen geführt. Erster Betreiber aus der Familie war Julius Wichmann (geboren 21. Juli 1848 in Celle; gestorben 25. Oktober 1929 in Hannover), der in Döhren auch Grundbesitzer war. Dieser erwarb am 22. August 1907 – nach der Eingemeindung Döhrens – das Bürgerrecht der Stadt Hannover. Ihm folgte Fritz Wichmann senior (1881–1951), diesem der gleichnamige Junior (1914–2003).
Um 1900 wurde dem Gasthaus eine aus Holz errichtete Kegelbahn angeschlossen, eine der ältesten in Deutschland. Dort traf sich 14-täglich der 1926 von Werner Bahlsen gegründete private und exklusive Kegelclub Immerhin.
1976 erhielt das Haus für seinen Service den ersten für eine Gastronomie vergebenen Michelinstern in der niedersächsischen Landeshauptstadt.
1988 ging das Unternehmen an Gerd Weick über, der die Gastwirtschaft unter dem alten Namen weiterführte und im Obergeschoss seine Wohnung nahm.
Zu den Gästen des aus kleinen Stuben und Kabinen bestehenden und mit einem engen Treppenhaus versehenen Hauses, das im Laufe der Zeit immer wieder Um- und Anbauten erhielt, zählten zahlreiche Prominente aus Politik, Wirtschaft, Kultur und Sport, darunter der ehemalige Bundeskanzler Gerhard Schröder und Russlands Präsident Wladimir Putin, der Sänger Chris de Burgh und eine Prinzessin aus Thailand. Der letzte Gastraum – untergebracht in einem 1885 ursprünglich als Stall errichteten Gebäude, war gespickt mit „Fotos von Stars und Sternchen, die hier nach Auftritten in Hannover gespeist haben.“
2015 wurde der Betrieb eingestellt, der hannoversche Investor Paul Morzynski, der selbst jahrzehntelang zu Gast bei Wichmanns war, kaufte die gesamte Immobilie. Aus Sorge vor einem Abriss des gesamten Gebäudes erließ der Stadtbezirksrat von Döhren-Wülfel eine Erhaltungssatzung, durch die die Straßenfassade des alten Fachwerkhauses erhalten blieb; alle anderen Gebäudeteile wurden abgebrochen. Morzynski gab bekannt, er wolle das Haus in den gleichen Proportionen bei einem Investitionsvolumen von rund 6 Millionen Euro modernisiert wieder aufbauen und dort erneut gehobene Gastronomie anbieten.

## Wichmannstraße
Die 1907 in Döhren angelegte Wichmannstraße, die von der Spartanerstraße zur Landwehrstraße führt, wurde noch zu Lebzeiten amtlich nach dem Grundstückseigentümer und Gastwirt Julius Wichmann benannt.